# دمياطي (جبنة)
الجبنة الدمياطي جبنة بيضاء مالحة طرية تصنع في مصر، وأيضا في السودان وبعض دول الشرق الأوسط، بدأت صناعتها بمدينة دمياط، ومنها انتقلت إلى جهات أخرى. تصنع تحديداً من الحليب الجاموسي أو البقري أو خليط من النوعين، كما يمكن صنعها من أنواع حليب أخرى كحليب الغنم أو الماعز. وهي أكثر الأجبان المصرية إقبالا. بخلاف جبنة الفيتا وغيرها من الأجبان البيضاء، يضاف الملح مباشرة إلى الحليب قبل إضافة المنفحة.

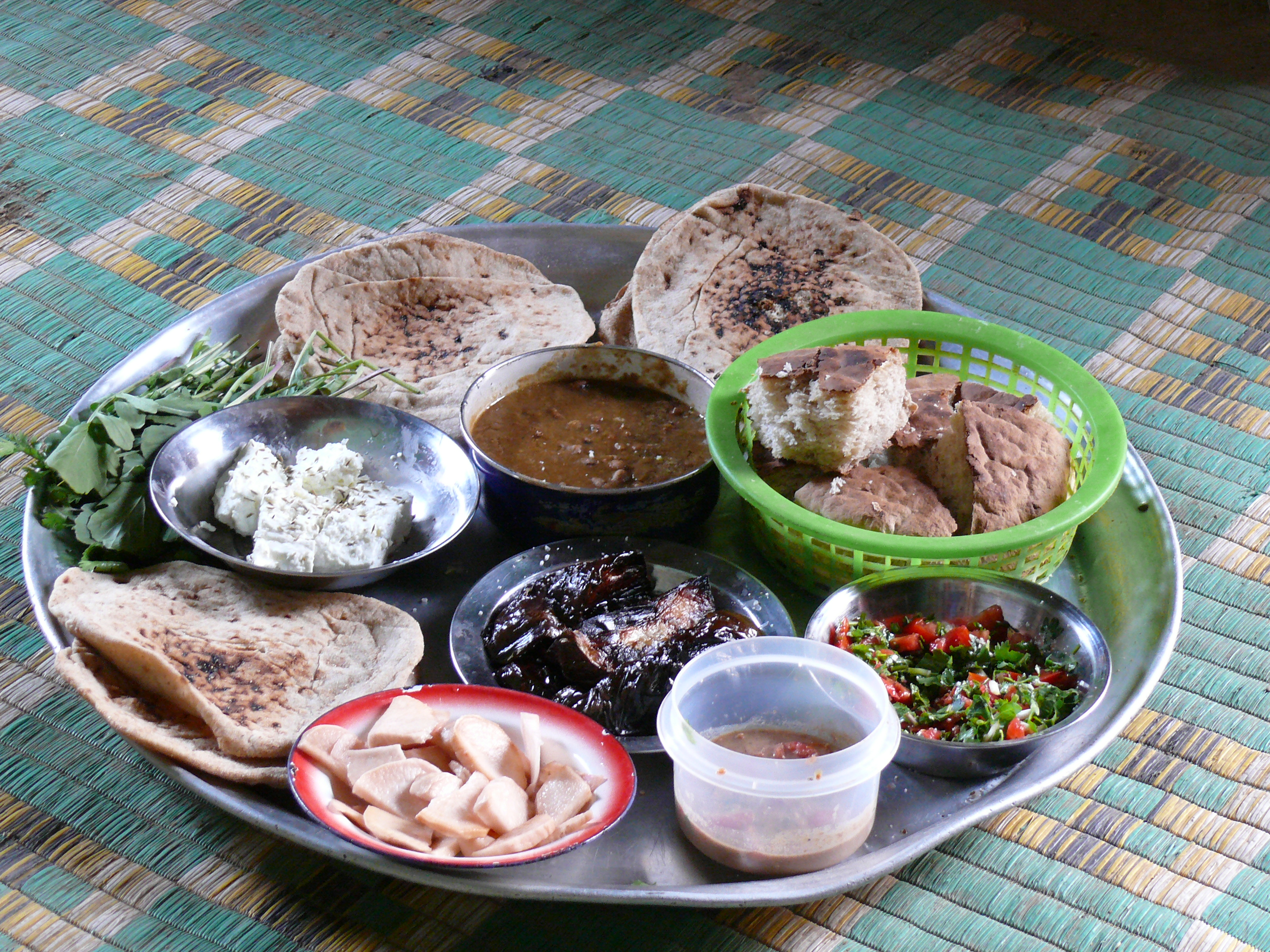
إفطار مع جبنة دومياتي لعمال موقع التنقيب الأثري في مدينة القرنة (مصر)

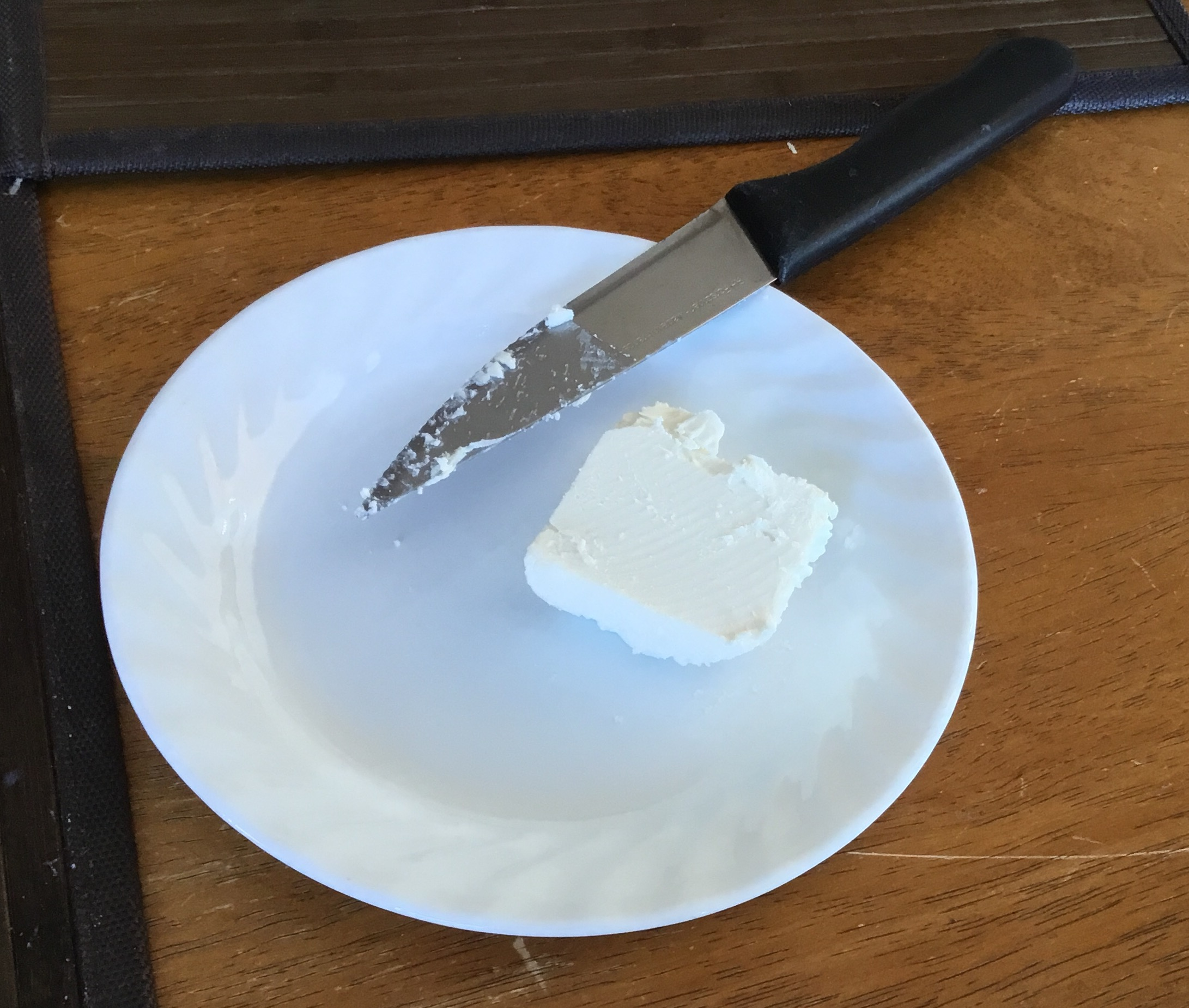
جبن دمياطي